# 17492 Hippasos
17492 Hippasos (1991 XG1) là một thiên thể Troia của Sao Mộc, trong nhóm Troia, được phát hiện vào ngày 10 tháng 12 năm 1991 bởi F. Borngen tại Tautenburg.

## Link ngoài
- JPL Small-Body Database Browser ngày 17492 Hippasos